# Yasmine Garbi
Anna Yasmine Garbi, född 9 oktober 1970 i Vantörs församling, är en svensk skådespelare. 

## Biografi
Garbi har italienskt, tunisiskt påbrå genom sin far och lappländskt genom sin mor. Uppvuxen på Färingsö utanför Stockholm. Hon utbildade sig till skådespelerska vid Teaterhögskolan i Stockholm 1999–2003. På scenen har hon medverkat i flera pjäser på Dramaten  bl.a John Cairds uppsättning av William Shakespeares En midsommarnattsdröm, kritikerrosade Befriad av Sarah Kane i regi av Oskaras Koršunovas och Terrorism av Bröderna Presnjakov Stefan Larsson (regissör) med Michael Nyqvist på Elverket.
Garbi spelar bl.a Miriam Wu i Stieg Larssons Millenniumtrilogin, Laura i Solsidan, Li i Snabba cash (TV-serie), Elin i Kärlek & anarki på Netflix..
Hennes partner är basisten och producenten Michael Malmgren i Bo Kaspers Orkester. 
Garbi har som sångerska givit ut ett album på Polar Music / Universal Music Group signad av Ola Håkansson. 

## Filmografi
Enligt Internet Movie Database och Svensk Filmdatabas:
- 1994 – Fritänkaren – filmen om Strindberg (TV)
- 1996 – Nudlar och 08:or (TV-serie)
- 2004 – Gunstlingen (TV)
- 2004 – Berättelsen om hur Haddock deltog i dödandet av sin bror (kortfilm)
- 2006 – Wallander – Luftslottet
- 2006 – Jul i verdensrummet (TV-serie)
- 2007 – Out (kortfilm)
- 2008 – Sommer (TV-serie)
- 2009 – Män som hatar kvinnor
- 2009 – Flickan som lekte med elden
- 2010 – Tomme tønner
- 2010 – Min bedste fjende
- 2011 – Människor helt utan betydelse (kortfilm)
- 2011 – Solsidan (TV-serie)
- 2011 – Spesialenheten (TV-serie)
- 2014 – Hallonbåtsflyktingen
- 2016 – Finaste familjen (TV-serie)
- 2018 – De dagar som blommorna blommar (TV-serie)

## Soundtrack
I filmen Noll tolerans (1999) är det Yasmine Garbi som sjunger avsignaturen "Sanningen och konsekvens" av Uno Svenningsson under eftertexterna.

## Teater

### Roller (ej komplett)
| År   | Roll                                    | Produktion                                                            | Regi              | Teater   |
| ---- | --------------------------------------- | --------------------------------------------------------------------- | ----------------- | -------- |
| 2001 | Lola Rosaura Biljettförsäljerskan Kanin | Pinocchio Carlo Collodi                                               | Agneta Ehrensvärd | Dramaten |
| 2001 | Ärtblomma                               | En midsommarnattsdröm (A Midsummer Night's Dream) William Shakespeare | John Caird        | Dramaten |